# Devils & Dust Tour
Devils & Dust Tour è stata una tournée mondiale intrapresa dal cantautore statunitense Bruce Springsteen nel 2005 in concomitanza con la pubblicazione del suo album Devils & Dust.